# Yves Bergeron
Pour les articles homonymes, voir Yves Bergeron (homonymie) et Bergeron.
Yves Bergeron (né le 11 janvier 1952 à Malartic, dans la province de Québec au Canada) est un joueur canadien de hockey sur glace.

## Carrière de joueur
Bergeron joua sa carrière junior avec les Bruins de Shawinigan au Québec. Il réussit à impressionner les dépisteurs des Penguins de Pittsburgh de la LNH, il fut donc repêché par ces derniers. Les Nordiques de Québec, de la future Association mondiale de hockey croyait eux aussi en lui. Il fut alors sélectionné lors du repêchage général des joueurs de l'AMH précédent la saison inaugurale.
Voulant rester dans son Québec natale, il décida de joindre les rangs des Nordiques en 1972. Il évolua pour ce club qu'une saison, car il passa la deuxième année de son contrat avec le club-école de Québec, soit avec les Nordiques du Maine de la North American Hockey League. L'année suivante, il rejoint les Bears de Hershey dans la Ligue américaine de hockey et réussit à rejoindre la LNH pour deux parties avec les Penguins de Pittsburgh. Il joua deux autres saisons à Hershey, ne réussissant qu'à jouer qu'une autre partie avec Pittsburgh. Il prit sa retraite à la fin de la saison 1976-1977.
Après seulement un an à la retraite, il accepta un poste comme joueur-entraîneur avec les Alpines de Bathurst dans la North Shore New Brunswick Senior Hockey League. Son séjour se prolongea jusqu'à la fin de la saison 1984-1985.

## Statistiques
| Saison    | Équipe                 | Ligue  |    | Saison régulière | Saison régulière | Saison régulière | Saison régulière | Saison régulière |   | Séries éliminatoires | Séries éliminatoires | Séries éliminatoires | Séries éliminatoires | Séries éliminatoires |
| Saison    | Équipe                 | Ligue  | PJ | B                | A                | Pts              | Pun              | PJ               | B | A                    | Pts                  | Pun                  |                      |                      |
| 1969-1970 | Bruins de Shawinigan   | LHJMQ  | 52 | 36               | 43               | 79               | 131              | 5                | 0 | 2                    | 2                    | 2                    |                      |                      |
| 1970-1971 | Bruins de Shawinigan   | LHJMQ  | 62 | 35               | 54               | 89               | 87               | 15               | 3 | 14                   | 17                   | 6                    |                      |                      |
| 1971-1972 | Bruins de Shawinigan   | LHJMQ  | 57 | 31               | 60               | 91               | 54               | 9                | 1 | 3                    | 4                    | 15                   |                      |                      |
| 1972-1973 | Nordiques de Québec    | AMH    | 65 | 14               | 19               | 33               | 32               | -                | - | -                    | -                    | -                    |                      |                      |
| 1973-1974 | Nordiques du Maine     | NAHL   | 73 | 27               | 52               | 79               | 54               | 8                | 2 | 1                    | 3                    | 11                   |                      |                      |
| 1974-1975 | Bears de Hershey       | LAH    | 67 | 31               | 28               | 59               | 116              | 12               | 4 | 9                    | 13                   | 46                   |                      |                      |
| 1974-1975 | Penguins de Pittsburgh | LNH    | 2  | 0                | 0                | 0                | 0                | -                | - | -                    | -                    | -                    |                      |                      |
| 1975-1976 | Bears de Hershey       | LAH    | 67 | 26               | 23               | 49               | 87               | 10               | 2 | 4                    | 6                    | 14                   |                      |                      |
| 1976-1977 | Bears de Hershey       | LAH    | 72 | 23               | 27               | 50               | 90               | 6                | 1 | 1                    | 2                    | 0                    |                      |                      |
| 1976-1977 | Penguins de Pittsburgh | LNH    | 1  | 0                | 0                | 0                | 0                | -                | - | -                    | -                    | -                    |                      |                      |
|           |                        |        |    |                  |                  |                  |                  |                  |   |                      |                      |                      |                      |                      |
| 1978-1979 | Alpines de Bathurst    | NNBSHL | -  | -                | -                | -                | -                | 4                | 1 | 3                    | 4                    | 51                   |                      |                      |
| 1979-1980 | Alpines de Bathurst    | NNBSHL | -  | -                | -                | -                | -                | 5                | 1 | 2                    | 3                    | 30                   |                      |                      |
| 1980-1981 | Alpines de Bathurst    | NNBSHL | -  | -                | -                | -                | -                | 8                | 1 | 2                    | 3                    | 19                   |                      |                      |
| 1981-1982 | Alpines de Bathurst    | NNBSHL | -  | -                | -                | -                | -                | 11               | 4 | 8                    | 12                   | 24                   |                      |                      |
| 1982-1983 | Alpines de Bathurst    | NNBSHL | 26 | 14               | 15               | 29               | 92               | 7                | 2 | 3                    | 5                    | 10                   |                      |                      |
| 1983-1984 | Alpines de Bathurst    | NNBSHL | 19 | 6                | 6                | 12               | 40               | 5                | 3 | 1                    | 4                    | 6                    |                      |                      |
| 1984-1985 | Alpines de Bathurst    | NNBSHL | -  | -                | -                | -                | -                | 4                | 0 | 2                    | 2                    | 4                    |                      |                      |

### Équipes d'étoiles et Trophées
1972 : nommé dans la 2e équipe d'étoiles de la Ligue de hockey junior majeur du Québec.

### Transactions en carrière
- 12 février 1972 : sélectionné par les Nordiques de Québec au repêchage général des joueurs de l'AMH de 1972.

## Carrière d'entraîneur
Après une année complète sans lien avec le hockey, il devint joueur-entraîneur pour les Alpines de Bathurst. Il occupa le poste de 1978 à 1985.